# Anoba triangulifera
Anoba triangulifera är en fjärilsart som beskrevs av Paul Dognin 1912. Anoba triangulifera ingår i släktet Anoba och familjen nattflyn. Inga underarter finns listade i Catalogue of Life.